# Palazzo Morosini Sagredo
Palazzo Morosini Sagredo è un palazzo di Venezia, sito nel sestiere di Cannaregio e affacciato sul Canal Grande tra Palazzetto Foscari e Palazzo Giustinian Pesaro.

## Storia
L'edificio venne ristrutturato per conto della famiglia Morosini e, in particolar modo, di Michele Morosini a partire dal 1382. L'edificio venne acquistato, all'inizio del Settecento, da Gerardo Sagredo, parente del più celebre Nicolò Sagredo e facente parte della stessa famiglia alla quale era appartenuto Gerardo di Csanád. Sotto la nuova proprietà, l'edificio venne nuovamente ristrutturato sotto la guida di Andrea Tirali, che unificò il fianco laterale, edificò il prestigioso scalone monumentale e fece valorizzare con stucchi il sottotetto. Anche Tommaso Temanza partecipò ai lavori: progettò un nuovo schema per la facciata, con lo scopo di unificarne l'aspetto. Il progetto, simile a quello di Palazzo Grassi, non vide però mai la luce, in quanto i discendenti di Gerardo Sagredo protrassero per vari anni una lunga diatriba giudiziaria, relativa all'eredità. Infatti Gerardo Sagredo aveva deciso di lasciare il palazzo alla famiglia più ricca tra quelle che avrebbero ereditato i suoi beni, sperando che il suo maestoso progetto fosse, così, terminato senza il problema delle difficoltà economiche. Morto l'ultimo discendente della famiglia, Agostino, la dimora venne spogliata delle sue opere d'arte.
I lavori di restauro, durati più di sette anni e curati dalla Sovrintendenza alle Belle Arti di Venezia, hanno restituito al Palazzo tutto il suo antico splendore.

## Descrizione
La struttura del palazzo è tipicamente trecentesca e chiaramente riconoscibile in altre analoghe strutture dello stesso periodo, nel quale il commercio, che si diramava per mezzo dei canali, induceva ad utilizzare gli ambienti del piano terra, che circondavano la corte, come magazzini e uffici. Oggi, all'antica corte del palazzo corrisponde la hall di un albergo di lusso.

### Esterno
La complessa e disarticolata facciata volta al Canal Grande ci riporta indietro attraverso la storia architettonica del palazzo.
L'imponente esafora del primo piano, affiancata da monofore sorrette da esili colonnine, era inizialmente posta al centro dell'edificio; essa appare attualmente decentrata, in conseguenza all'ampliamento successivamente effettuato, rispetto alla costruzione originaria, per cui l'esafora si trova oggi ad essere la finestra di una suite. La ristrutturazione del palazzo in epoche successive comprende l'aggiunta dell'ala destra in direzione del Campo di Santa Sofia e l'inserimento di finestre trilobate gotiche. Sopra l'esafora si può osservare una quadrifora gotica, sormontata da quattro quadrilobi, elementi architettonici che conferiscono grazia alla facciata, rendendola unica e particolare, e nel contempo creano all'interno incantevoli effetti di luce.

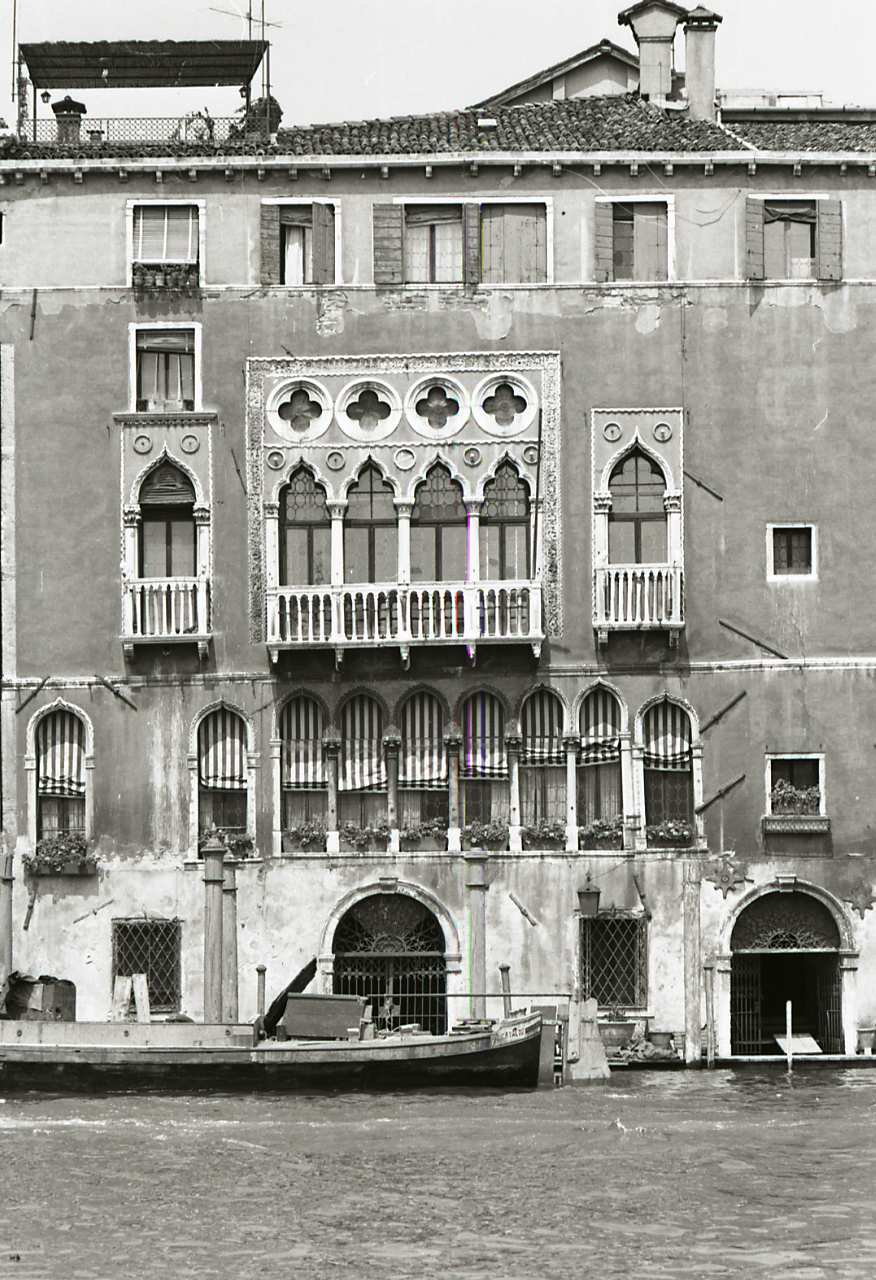
Particolare della facciata. Foto di Paolo Monti, 1968
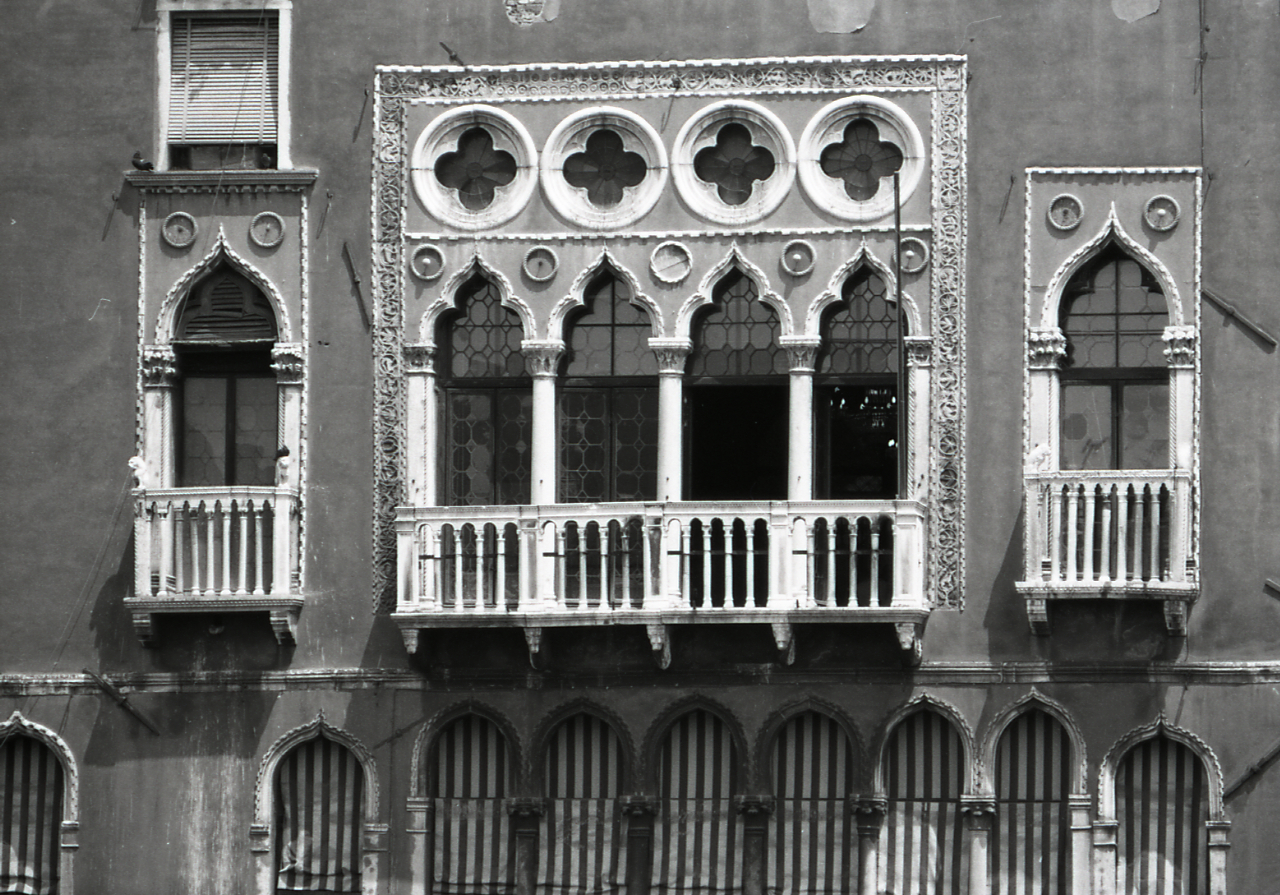
Particolare della quadrifora. Foto di Paolo Monti.
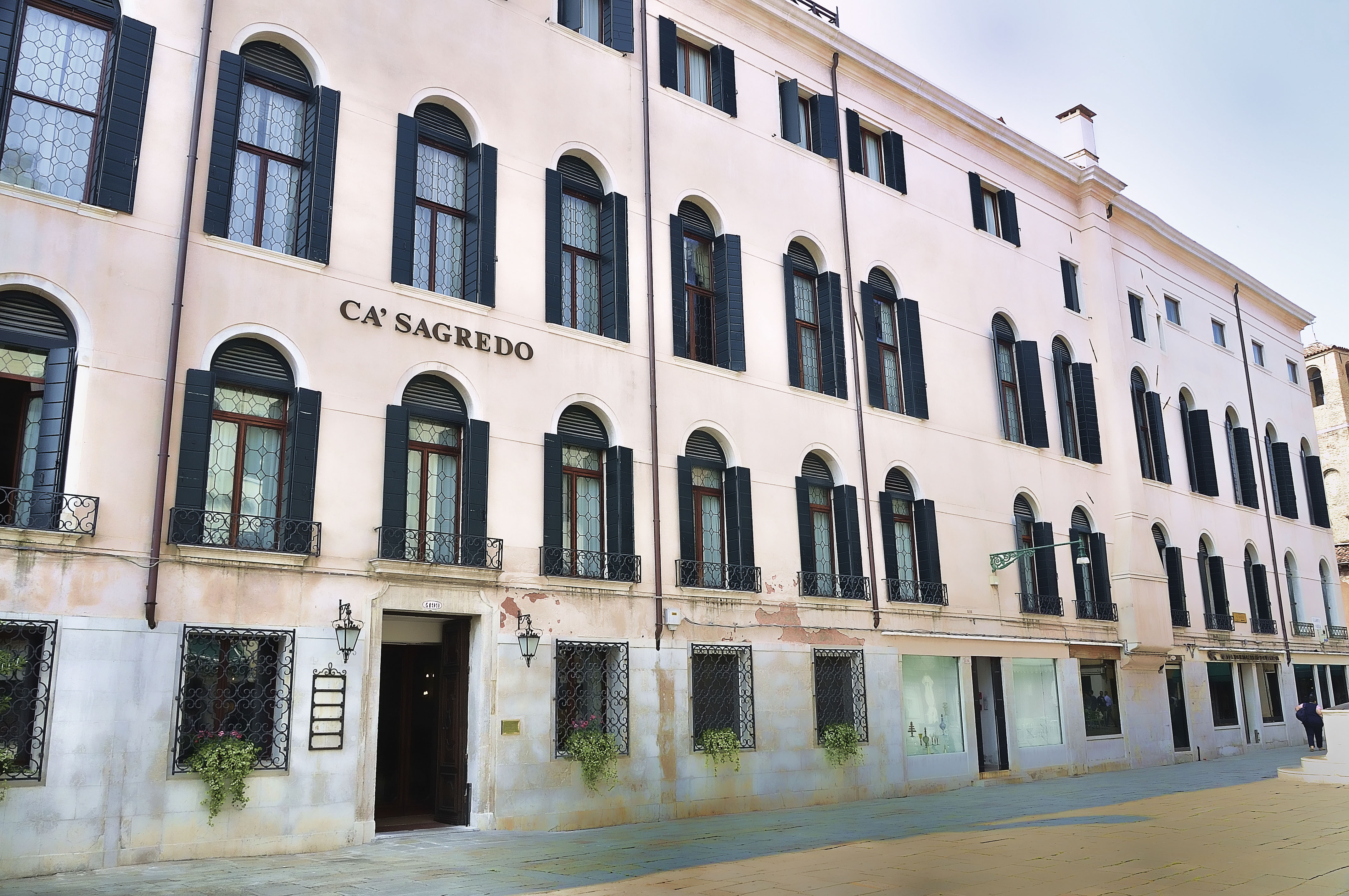
Facciata laterale

### Interni
I Sagredo erano collezionisti d'arte e grandi amanti di Venezia e la loro dimora ne rimane ancora oggi una splendida testimonianza. 
Il patrimonio artistico di questo palazzo veneziano comprende alcuni spettacolari dipinti ad opera di numerosi celebri artisti del XVII e XVIII secolo (Niccolò Bambini, Giambattista Tiepolo, Sebastiano Ricci, Pietro Longhi), che costituiscono un raro esempio di resistenza al trascorrere del tempo.
Oltre ai dipinti e agli affreschi, le pareti e le volte delle stanze e dei saloni del Piano Nobile sono magistralmente decorate da ricchi stucchi di due famosi artisti luganesi, che agli inizi del Settecento operavano presso la Repubblica di Venezia: Abbondio Stazio e Carpoforo Mazzetti Tencalla. Nel casino del quarto piano, destinato originariamente a luogo di incontri e svago del Conte Sagredo, si può ammirare la qualità eccezionale degli stucchi, condotti a diverso livello di rilievo e colorati con tinte tenui, quasi pastello: essi sono il più notevole esempio esistente a Venezia.

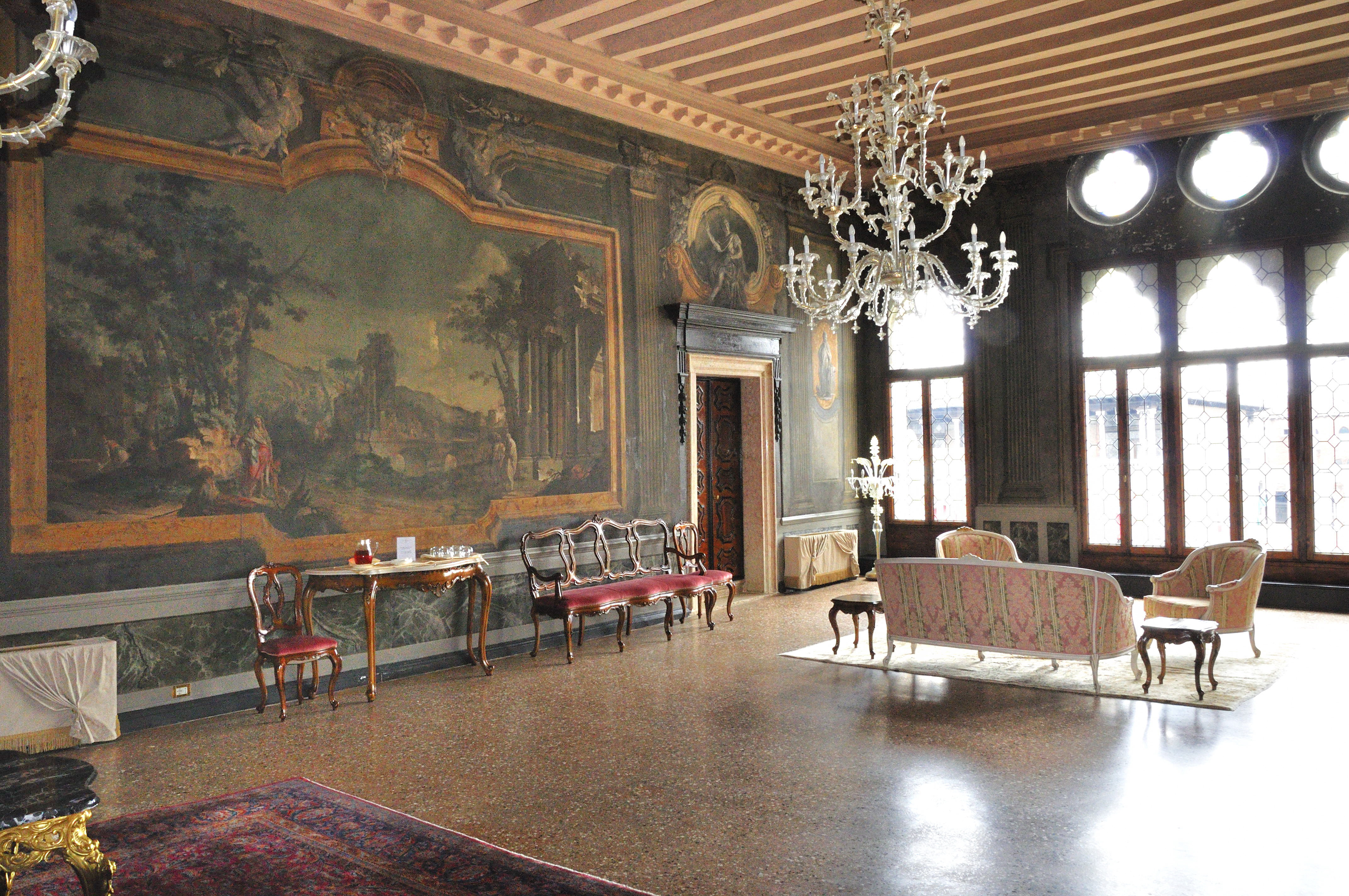
Salone da ricevimento
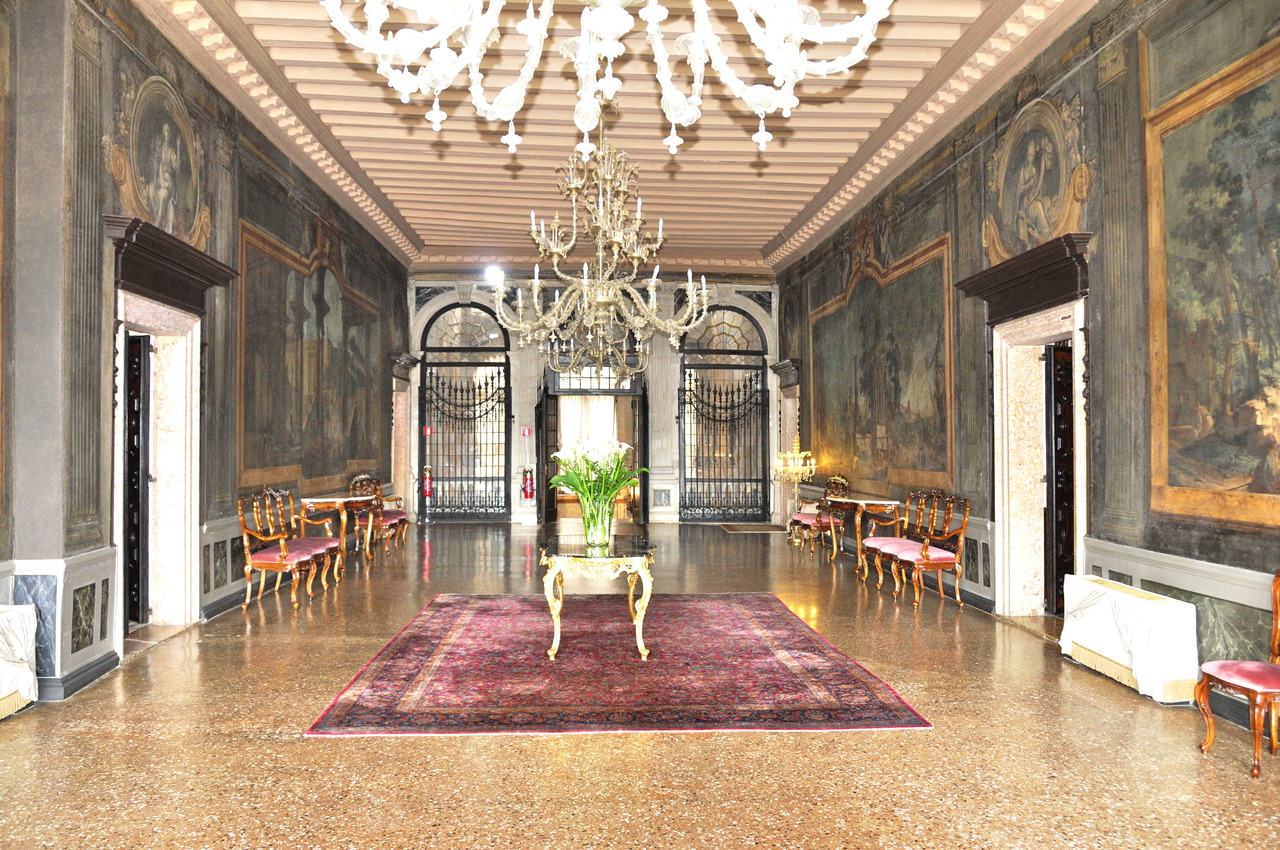
Salone da ricevimento
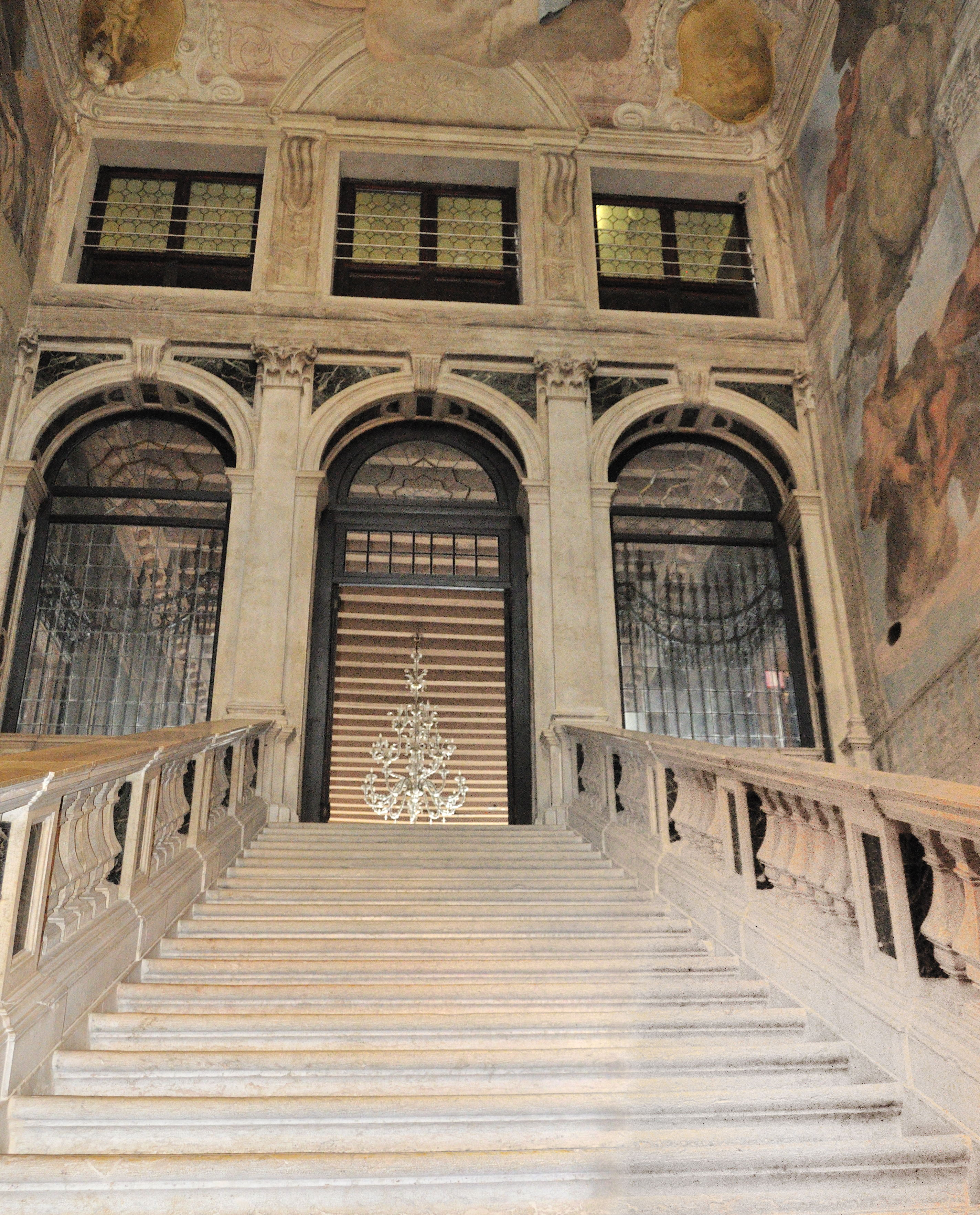
Scalone del Tirali
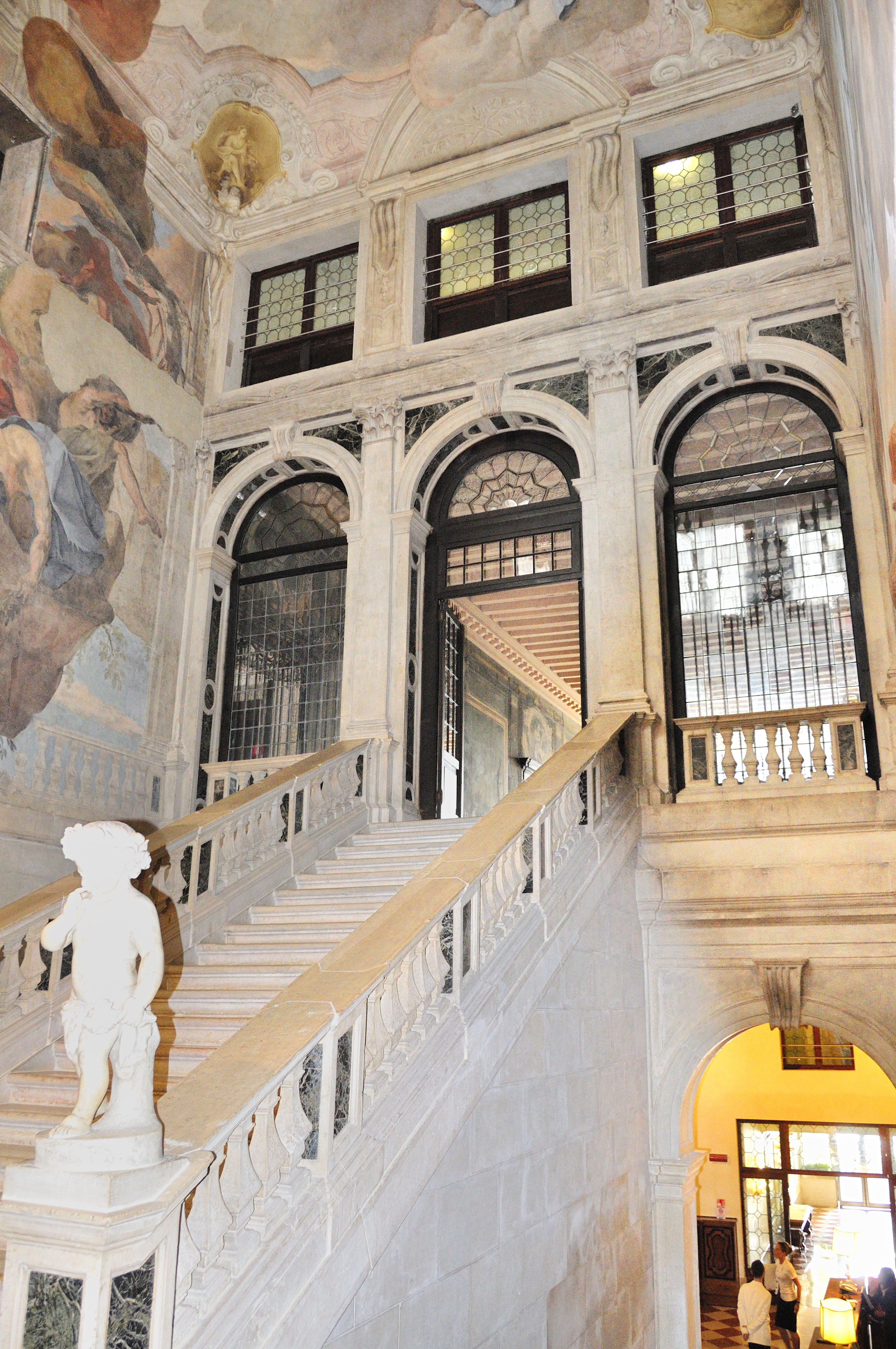
Scalone del Tirali